# Orimarga fokiensis
Orimarga fokiensis är en tvåvingeart som beskrevs av Alexander 1941. Orimarga fokiensis ingår i släktet Orimarga och familjen småharkrankar. Inga underarter finns listade i Catalogue of Life.